# Сила притяжения (альбом)
| Оценки критиков | Оценки критиков |
| Источник        | Оценка          |
| --------------- | --------------- |
| InterMedia      | 7/10            |

«Сила притяжения» — первый мини-альбом Давы, выпущенный 9 июля 2019 года на российском подразделении лейбла Atlantic Records. Состоит из десяти треков общей длительностью 12 минут и 3 секунды. Российский музыкальный критик Алексей Мажаев оценил релиз на 7 из 10.

## Список композиций
| №                   | Название            | Длительность |
| ------------------- | ------------------- | ------------ |
| 1.                  | «Ультрамарин»       | 1:46         |
| 2.                  | «Секреты»           | 2:51         |
| 3.                  | «Буду пьяным»       | 2:49         |
| 4.                  | «Мне так тебя мало» | 2:44         |
| 5.                  | «Сила притяжения»   | 1:53         |
| Общая длительность: | Общая длительность: | 12:03        |